# Ormenophlebia
Ormenophlebia is een geslacht van libellen (Odonata) uit de familie van de beekjuffers (Calopterygidae).

## Soorten
Ormenophlebia omvat 4 soorten:
- Ormenophlebia imperatrix (McLachlan, 1878)
- Ormenophlebia regina (Ris, 1918)
- Ormenophlebia rollinati (Martin, 1897)
- Ormenophlebia saltuum (Ris, 1918)